# Cabeza de barangay
En las islas Filipinas se llamaba cabeza de barangay al jefe que estaba especialmente encargado de recaudar el tributo de los cuarenta o cincuenta habitantes cabezas de familia que forman un barangay. 
El cargo de barangay lo ejercían siempre los individuos de más posición y valía. Es, por decirlo así, el principio del régimen municipal y el escalón preciso para otros cargos de mayor importancia. Les estaba encomendada bajo su absoluta responsabilidad la recaudación del tributo, componían como mediadores las desavenencias y mantenían el orden en su barangay. En sus atribuciones dependían inmediatamente del gobernadorcillo. Una de sus principales preeminencias era la intervención que tenían en las elecciones o propuestas para gobernadorcillos y demás cargos de justicia. Se hacían estas por una junta que se compone del gobernadorcillo saliente y de doce vecinos que se sorteaban, la mitad de entre los capitanes pasados y de los que habían sido cabezas de barangay por espacio de diez años consecutivos, y la otra mitad de los que fueren cabezas de barangay en ejercicio al tiempo de la elección. Se exigía entre otras circunstancias, haber sido cabeza de barangay sin mala nota o serlo a la sazón, teniendo sus cuentas corrientes para ser elegido gobernadorcillo.